# Bogdan Burdziej
Bogdan Burdziej (ur. 10 grudnia 1954 w Mrągowie) – literaturoznawca, profesor nauk humanistycznych, wykładowca Uniwersytetu Mikołaja Kopernika w Toruniu.
W 1977 r. ukończył filologię polską na Uniwersytecie Mikołaja Kopernika w Toruniu na podstawie pracy magisterskiej Problem „duszy rosyjskiej" w literaturze i publicystyce okresu Młodej Polski. W 1989 r. również na UMK uzyskał stopień doktora nauk humanistycznych broniąc rozprawy „Szkice" Adama Szymańskiego na tle literatury zsyłkowej. Promotorem pracy magisterskiej i doktorskiej był Artur Hutnikiewicz. W 1999 r. uzyskał stopień doktora habilitowanego w zakresie literaturoznawstwa na podstawie rozprawy Super flumina Babylonis. Psalm 136/137 w literaturze polskiej XIX-XX w. W 2016 r. odebrał nominację profesorską z rąk prezydenta Rzeczypospolitej Polskiej Andrzeja Dudy.
W latach 1977–1982 pracował jako nauczyciel w szkole w Łążynie (gmina Obrowo). Od 1982 r. związany zawodowo z Uniwersytetem Mikołaja Kopernika. W latach 2007–2014 kierował Zakładem Literatury Młodej Polski i Dwudziestolecia Międzywojennego (Wydział Filologiczny). W 1985 r. na Uniwersytecie Jagiellońskim w Krakowie odbył staż naukowy, przebywał również na stypendiach w Rzymie w Centro Incontri e Studi Europei Uniwersytetu La Sapienza (w latach 1985, 1992, 1993).

## Publikacje (wybór)
- Inny świat ludzkiej nadziei: "Szkice" Adama Szymańskiego na tle literatury zsyłkowej, Toruń 1991,
- Super flumina Babylonis: Psalm 136(137) w literaturze polskiej XIX-XX w., Toruń 1999,
- Poezja i astronomia (redakcja z Grażyną Halkiewicz-Sojak), Toruń 2006
- Wiktor Gomulicki znany i nieznany (redakcja z Andrzejem Stoffem), Toruń 2012
- Izrael i krzyż: tematy żydowskie w literaturze polskiej XIX wieku, Toruń 2014.